# 仲井間宗一
仲井間 宗一（なかいま そういち、1891年（明治24年）3月13日 - 1965年（昭和40年）12月2日）は、沖縄県出身の日本の弁護士、政治家。衆議院議員。

## 経歴
名護間切名護（現名護市）で、仲井間宗宣の長男として生まれる。1911年、沖縄県立第一中学校5年に在学中に上京。苦学して日本大学専門部法律科に入学。1922年、弁護士試験に合格。
1923年に帰郷して那覇に弁護士事務所を開業した。その後、那覇弁護士会会長に就任。
1930年2月の第17回衆議院議員総選挙で沖縄県選挙区から立憲民政党所属で出馬して当選。その後、第19回 から第21回総選挙まで連続三回の当選を果たし、衆議院議員を通算四期務めた。この間、米内内閣・文部参与官、大政翼賛会東亜局庶務部副部長、大日本興亜同盟運動第一局第二部長などを務めた。
戦後、公職追放を経て、その後は琉球政府中央教育委員会委員長、琉球上訴裁判所首席判事などを歴任。1957年の那覇市長選に出馬したが、保守側の分裂で瀬長亀次郎に敗れた。